# Mtina
Mtina ist ein Verwaltungsbezirk (Ward) des Distrikts Tunduru in der tansanischen Region Ruvuma.

## Geografie
Mtina liegt im Süden von Tansania etwa 30 Kilometer Luftlinie südlich der Distrikthauptstadt Tunduru. Der Bezirk grenzt im Norden an Mlingoti Magharibi, im Nordosten an Tuwemacho, im Osten an Namasakata und Lukumbule, im Süden an Mchesi, im Südwesten an Mbesa und im Westen an Chiwana. Bei der Volkszählung 2022 lebten 24.763 Menschen in 6630 Haushalten auf einer Fläche von 373 Quadratkilometern.

## Gliederung
Der Bezirk besteht aus fünf Gemeinden (Mtaa) mit 70 Orten (Kitongoji):
| Muungano - Songambele - Zimamoto - Mkombozi - Jaribuni - Ukombozi - Mlandizi - Mwongozo - Mapinduzi - Imani - Umoja - Tuleane - Nguvukazi - Mkapunda - Chemchem - Msikitini - Sauti Moja - Mwembe Chai - Tukae Wote | Nyerere - Mbezi Bichi - Jiungeni - Majengo - Mkapunda - Tuleane - Songambele - Chemchem - Hamasa - Fungakazi | Azimio - Mtola - Chilambwe - Saidi - Mzee Bwanusi - Nampelule - Katimbe - Ndile - Kasuguru - Jitegemee - Ujamaa - Madaba Kisimani - Chikonje | Semeni - Bima - Lijombe - Jitegemee - Ushirika - Mpanda - Umoja - Mtele - Mchoteka - Msinji - Tupendane - Mnausi - Chipisya - Mdodo - Mnepa - Mbalula - Tuleane - Ngalinje - Songambele - Lifyyago - Tukumbushane - Chipukizi | Angalia - Mapinduzi - Muungano - Songambele - Zanzibar - Shuleni - Kifuoni - Kumbukeni - Amani - Mwongozo - Twendembele |

## Wirtschaft und Infrastruktur
- Bildung: Die Semeni Secondary School ist eine staatliche weiterführende Schule, die rund 100 Jugendliche bis zur 4. Stufe ausbildet.[8]
- Gesundheit: In Mtina liegt ein staatliches Gesundheitszentrum.[9] Außerdem gibt es staatliche Apotheken in den Gemeinden Azimio,[10] Semeni[11] und Angalia.[12]